# Episodi di Roswell, New Mexico (quarta stagione)
La quarta e ultima stagione di Roswell, New Mexico, composta da 13 episodi, viene trasmessa in prima visione sul canale statunitense The CW dal 6 giugno al 5 settembre 2022.
In Italia viene caricata con due episodi settimanali a partire dal 27 gennaio al 3 marzo 2023 sulla piattaforma Infinity+.
| n° | Titolo originale            | Titolo italiano          | Prima TV USA     | Pubblicazione Italia |
| -- | --------------------------- | ------------------------ | ---------------- | -------------------- |
| 1  | Steal My Sunshine           | La tempesta              | 6 giugno 2022    | 27 gennaio 2023      |
| 2  | Fly                         | La squadra delle capsule | 13 giugno 2022   | 27 gennaio 2023      |
| 3  | Subterranean Homesick Alien | La verità è là fuori     | 20 giugno 2022   | 3 febbraio 2023      |
| 4  | Dear Mama                   | Cara mamma               | 27 giugno 2022   | 3 febbraio 2023      |
| 5  | You Get What You Give       | Chi semina raccoglie     | 11 luglio 2022   | 10 febbraio 2023     |
| 6  | Kiss From a Rose            | Il bacio                 | 18 luglio 2022   | 10 febbraio 2023     |
| 7  | Dig Me Out                  | Il tassello mancante     | 25 luglio 2022   | 17 febbraio 2023     |
| 8  | Missing My Baby             | La giornata dei segreti  | 1º agosto 2022   | 17 febbraio 2023     |
| 9  | Wild Wild West              | Wild Wild West           | 8 agosto 2022    | 24 febbraio 2023     |
| 10 | Down in a Hole              | La via del ritorno       | 15 agosto 2022   | 24 febbraio 2023     |
| 11 | Follow You Down             | Il simbolo di Ofiuco     | 22 agosto 2022   | 3 marzo 2023         |
| 12 | Two Sparrows in a Hurricane | La fiamma blu            | 29 agosto 2022   | 3 marzo 2023         |
| 13 | How's It Going to Be        | Il destino del salvatore | 5 settembre 2022 | 3 marzo 2023         |